# Ctilocephala breviceps
Ctilocephala breviceps är en skalbaggsart som beskrevs av Moser 1918. Ctilocephala breviceps ingår i släktet Ctilocephala och familjen Melolonthidae. Inga underarter finns listade i Catalogue of Life.